# Relación señal/ruido
La relación señal/ruido o S/R (en inglés signal-to-noise ratio, abreviado SNR o S/N) se define como la proporción existente entre la potencia de la señal que se transmite y la potencia del ruido que la corrompe. Este margen es medido en decibelios. Rango dinámico y relación señal/ruido para referirse a este margen que hay entre el ruido de fondo y nivel de referencia, pueden utilizarse como sinónimos. No ocurre lo mismo, cuando el rango dinámico indica la distancia entre el nivel de pico y el ruido de fondo. Que en las especificaciones técnicas de un equipo aparezca la relación señal/ruido indicada en decibelios no significa nada si no va acompañado por los puntos de referencia utilizados y las ponderaciones.
Para indicar correctamente el margen dinámico, la medida en dB debe ir acompañada por:
- la curva de ponderación.
- el nivel de referencia.

Por ejemplo, en el caso de un magnetófono en unas especificaciones técnicas encontraríamos:
60 dB, CIR 468-3 (ref. 1 kHz, 320 nWb/m−1).
- CIR 468-3 es la curva de ponderación
- 1 kHz es la frecuencia de referencia
- 320 nWb/m−1 es el nivel magnético en que se ha grabado el nivel de referencia.

Evidentemente, para poder comparar equipos en lo que se refiere a su respuesta en frecuencia, los equipos deben haber medido esta relación señal/ruido utilizando la misma curva de ponderación y nivel de referencia. 

## Factor de ruido
La magnitud del ruido generado por un dispositivo electrónico, por ejemplo un amplificador, se puede expresar mediante el denominado factor de ruido (F), que es el resultado de dividir la relación señal/ruido en la entrada (S/R)ent por la relación señal/ruido en la salida (S/R)sal, cuando los valores de señal y ruido se expresan en números simples:
{\displaystyle F={\frac {(S/R)ent}{(S/R)sal}}}
Sin embargo, como los valores de la relación señal/ruido suelen expresarse en forma logarítmica, normalmente en decibelios, el factor de ruido en decibelios será, por tanto, la diferencia entre las relaciones S/R en la entrada y en la salida del elemento bajo prueba ya que:
{\displaystyle 10\cdot \log F=10\log {(S/R)ent}-10\log {(S/R)sal}}
En lugar de {\displaystyle dB_{SPL}}, también es común efectuar la medida del factor de ruido en decibelios A ({\displaystyle dB_{A}}) ponderados en función de la (curva A).
El factor de ruido es un parámetro importante en los sistemas de transmisión, ya que mientras el ruido externo nunca se podrá eliminar totalmente, la reducción del ruido generado por los equipos depende del cuidado de su diseño. La expresión figura de ruido es una traducción errónea del término inglés noise figure.

## Aplicaciones en Química
La relación señal/ruido cuantifica la bondad de un instrumento para realizar un análisis componental empleando el mismo. Según la IUPAC, se define el límite de detección como tres veces la desviación estándar de los blancos (el ruido producido por el instrumento) entre la pendiente de la recta de calibrado del instrumento. El motivo de esta definición es sencillo, ya que debido a que solo se puede detectar aquel componente que produzca una señal superior a tres veces la señal producida por el instrumento sin componente, el químico se asegura de que la señal estudiada es debido a la muestra. Sin embargo, esto impide determinar componentes cuya concentración genere señal de menor intensidad, esto se conoce como pérdida de sensibilidad.